# Anchenoncourt-et-Chazel
Anchenoncourt-et-Chazel település Franciaországban, Haute-Saône megyében. Lakosainak száma 229 fő (2022. január 1.). Anchenoncourt-et-Chazel Melincourt, Dampierre-lès-Conflans, Polaincourt-et-Clairefontaine és Saint-Rémy-en-Comté községekkel határos.

## Népesség
A település népességének változása:
| Lakosok száma | 230  | 231  | 238  | 241  | 241  | 240  | 240  | 234  | 229  |
|               | 2013 | 2015 | 2016 | 2017 | 2018 | 2019 | 2020 | 2021 | 2022 |